# Кесариани
Кесариани (на гръцки: Καισαριανή) е град в Гърция. Населението му е 26 370 жители (според данни от 2011 г.). Част е от Атинския метрополен район. Намира се в часова зона UTC+2. Пощенският му код е 161 21, телефонния 210, а МПС кода е Z.